# Chamblee (Georgia)
Chamblee es una ciudad ubicada en el condado de DeKalb en el estado estadounidense de Georgia. En el censo de 2000, su población era de 9.552.

## Demografía
En el 2000 la renta per cápita promedia del hogar era de $45,992, y el ingreso promedio para una familia era de $38,125. El ingreso per cápita para la localidad era de $15,492. Los hombres tenían un ingreso per cápita de $22,024 contra $22,368 para las mujeres.

## Geografía
Chamblee se encuentra ubicado en las coordenadas 33°53′15″N 84°18′19″O / 33.88750, -84.30528 (33.887552, -84.305326).
Según la Oficina del Censo, la localidad tiene un área total de 8,1 km² (3,1 mi²), de la cual 8,1 km² (3,1 mi²) es tierra y 0 km² (0 mi²) (0.39%) es agua.